# Copa América 1929
Copa América 1929 – dwunaste mistrzostwa kontynentu południowoamerykańskiego, odbyły się w dniach 1 – 17 listopada 1929 roku po raz czwarty w Argentynie. Edycja roku 1928 nie odbyła się z powodu uczestnictwa Urugwaju i Argentyny na Igrzyskach Olimpijskich w Amsterdamie 1928.
Reprezentacje: Brazylii, Chile i Boliwii wycofały się, więc grały tylko cztery reprezentacje. Grano systemem każdy, z każdym, a o zwycięstwie w turnieju decydowała końcowa tabela.

## Uczestnicy

### Argentyna
| Zawodnik                                        | Klub                                 |
| ----------------------------------------------- | ------------------------------------ |
| Juan Pablo Bartolucci                           | CA Huracán                           |
| Angel Bossio                                    | Talleres Buenos Aires                |
| Juan Botasso                                    | Argentino de CA Argentino de Quilmes |
| Pedro J. Chalú                                  | Nacional Rosario                     |
| Roberto Eugenio Cherro                          | Boca Juniors                         |
| Alberto Chividini                               | Central Norte Tucumán                |
| Alberto Cuello                                  | CA Tigre                             |
| Juan Evaristo                                   | CS Palermo                           |
| Mario Evaristo                                  | CS Palermo                           |
| Alberto Fassora                                 | Atlético Tucumán                     |
| Manuel Ferreira                                 | Estudiantes La Plata                 |
| Rodolfo Orlandini                               | Sportivo Buenos Aires                |
| Fernando Paternóster                            | Racing Club de Avellaneda            |
| Natalio Perinetti                               | Racing Club de Avellaneda            |
| Carlos Desiderio Peucelle                       | Sportivo Buenos Aires                |
| Edmundo Piaggio                                 | CA Lanús                             |
| Juan Antonio Rivarola                           | CA Colón                             |
| Manuel Seoane                                   | CA Independiente                     |
| Oscar Tarrío                                    | San Lorenzo de Almagro               |
| Domingo Tarasconi                               | Boca Juniors                         |
| Adolfo Bernabé Zumelzú                          | CS Palermo                           |
| Trenerzy: Francisco Olazar, Juan José Tramutola |                                      |

### Paragwaj
| Zawodnik                   | Klub                |
| -------------------------- | ------------------- |
| Francisco Aguirre          | Club Olimpia        |
| Delfín Benítez Cáceres     | Club Libertad       |
| Abdón Benítez Casco        | ?                   |
| Antonio Brunetti           | ?                   |
| Eusebio Díaz               | Club Guaraní        |
| Diógenes Domínguez         | Club Olimpia        |
| Romildo Etcheverry         | Club Olimpia        |
| Salvador Flores            | Club Sol de América |
| Luis Fretes                | Club Guaraní        |
| Aurelio González           | Club Olimpia        |
| Lino Nessi                 | Club Libertad       |
| Quiterio Olmedo            | Club Nacional       |
| Andrés Santacruz           | ?                   |
| Porfirio Sosa Lagos        | ?                   |
| Pasiano Urbieta Sosa       | ?                   |
| Ramón Viccini              | ?                   |
| Trener: José Durand Laguna |                     |

### Peru
| Zawodnik              | Klub                    |
| --------------------- | ----------------------- |
| Eduardo Astengo       | Universitario Lima      |
| Juan Bulnes           | ?                       |
| Alberto Denegri       | Universitario Lima      |
| Plácido Galindo       | Universitario Lima      |
| Jorge Góngora         | Universitario Lima      |
| Agustín Lizarbe       | ?                       |
| Antonio Maquilón      | Atlético Chalaco Callao |
| Rodolfo Ortega        | ?                       |
| Jorge Pardón          | Atlético Chalaco Callao |
| Julio Ramírez         | ?                       |
| Miguel Rostaing       | ?                       |
| Alfonso Saldarriaga   | ?                       |
| Enrique Salas         | ?                       |
| Trener: Julio Borelli |                         |

### Urugwaj
| Zawodnik                        | Klub                      |
| ------------------------------- | ------------------------- |
| José Leandro Andrade            | Club Nacional de Football |
| Pedro Arispe                    | Rampla Juniors            |
| Juan Pedro Arremón              | CA Peñarol                |
| Ramón Bucetta                   | Club Nacional de Football |
| Antonio Campolo                 | CA Peñarol                |
| Héctor Castro                   | Club Nacional de Football |
| José Pedro Cea                  | Club Nacional de Football |
| Lorenzo Fernández               | CA Peñarol                |
| Roberto Figueroa                | Montevideo Wanderers      |
| Eduardo García                  | Sud América Montevideo    |
| Alvaro Gestido                  | CA Peñarol                |
| José Magallanes                 | Rampla Juniors            |
| Ernesto Mascheroni              | Olimpia Montevideo        |
| Andrés Mazali                   | Club Nacional de Football |
| José Nasazzi                    | CA Bella Vista            |
| Pedro Petrone                   | Club Nacional de Football |
| Conduelo Píriz                  | Club Nacional de Football |
| Héctor Pedro Scarone            | Club Nacional de Football |
| Gildeón Silva                   | CA Peñarol                |
| Trener: Alberto Horacio Suppici |                           |

## Mecze

### Paragwaj–Urugwaj
| PARAGWAJ – URUGWAJ 3:0 (1:0)                                                                                              |
| --- |
| 1 listopada 1929, Buenos Aires, Estadio Alvear y Tagle (widzów 40 000)                                                    |
| Sędzia: José Galli |
| PARAGWAJ: Brunetti – Olmedo, Flores – Viccini, Díaz, Etcheverry – Nessi, Domínguez, González, Benítez Cáceres, Sosa Lagos |
| URUGWAJ: Mazali – Bucetta, Arispe – Andrade, Silva, Magallanes – Píriz, Castro, Petrone, Cea, Campolo                     |
| Bramki: 1:0 González 16, 2:0 Domínguez 55 h, 3:0 González 86                                                              |

### Argentyna–Peru
| ARGENTYNA – PERU 3:0 (2:0)                                                                                                  |
| --- |
| 3 listopada 1929, Buenos Aires, Estadio Gasómetro de Boedo (widzów 20 000)                                                  |
| Sędzia: Aníbal Tejada |
| ARGENTYNA: Bossio – Tarrío, Paternóster – J.Evaristo, Zumelzú, Orlandini – Peucelle, Rivarola, Ferreira, Seoane, M.Evaristo |
| PERU: Pardón – Saldarriaga, Maquilón – Denegri, Galindo, Astengo – Ramírez, Rostaing, Góngora, Bulnes, Ortega               |
| Bramki: 1:0 Peucelle 27, 2:0 Zumelzú 38, 3:0 Zumelzú 58                                                                     |

### Argentyna–Paragwaj
| ARGENTYNA – PARAGWAJ 4:1 (2:0)                                                                                              |
| --- |
| 10 listopada 1929, Buenos Aires, Estadio Gasómetro de Boedo (widzów 20 000)                                                 |
| Sędzia: Julio Borelli |
| ARGENTYNA: Bossio – Tarrío, Paternóster – J.Evaristo, Zumelzú, Chividini – Peucelle, Rivarola, Ferreira, Cherro, M.Evaristo |
| PARAGWAJ: Brunetti – Olmedo, Flores – Aguirre, Díaz, Etcheverry – Nessi, Domínguez, González, Benítez Cáceres, Urbieta Sosa |
| Bramki: 1:0 M.Evaristo 7, 2:0 M.Ferreira 24, 3:0 M.Ferreira 48, 4:0 Cherro 50, 4:1 Domínguez 56                             |

### Urugwaj–Peru
| URUGWAJ – PERU 4:1 (3:0)                                                                                    |
| --- |
| 11 listopada 1929, Buenos Aires, Estadio Alvear y Tagle (widzów 22 000)                                     |
| Sędzia: Miguel Barba                                                                                        |
| URUGWAJ: Mazali – Nasazzi, Arispe – Andrade, Silva, Magallanes – Píriz, Castro, Arremón, Fernández, Campolo |
| PERU: Pardón – Saldarriaga, Maquilón – Denegri, Salas, Astengo – Ramírez, Rostaing, Lizarbe, Bulnes, Ortega |
| Bramki: 1:0 Fernández 21, 2:0 Fernández 29, 3:0 Fernández 43, 4:0 Andrade 69, 4:1 Lizarbe 81                |

### Paragwaj–Peru
| PARAGWAJ – PERU 5:0 (1:0)                                                                                                   |
| --- |
| 16 listopada 1929, Buenos Aires, Estadio Independiente (widzów 8 000)                                                       |
| Sędzia: José Galli |
| PARAGWAJ: Brunetti – Olmedo, Benítez Casco – Santacruz, Díaz, Aguirre – Nessi, Domínguez, González, Benítez Cáceres, Fretes |
| PERU: Pardón – Saldarriaga, Maquilón – Denegri, Salas, Astengo – Ramírez, Rostaing, Lizarbe, Bulnes, Ortega                 |
| Bramki: 1:0 Nessi 10, 2:0 González 55, 3:0 González 63, 4:0 González 69, 5:0 Domínguez 82                                   |

### Argentyna–Urugwaj
| ARGENTYNA – URUGWAJ 2:0 (1:0)                                                                                               |
| --- |
| 17 listopada 1929, Buenos Aires, Estadio Gasómetro de Boedo (widzów 60 000)                                                 |
| Sędzia: Miguel Barba |
| ARGENTYNA: Bossio – Tarrío, Paternóster – J.Evaristo, Zumelzú, Chividini – Peucelle, Rivarola, Ferreira, Cherro, M.Evaristo |
| URUGWAJ: Mazali – Nasazzi, Arispe – Fernández, Silva, Gestido – Píriz, Castro, Arremón, Cea, Campolo                        |
| Bramki: 1:0 Ferreira 14, 2:0 M.Evaristo 77                                                                                  |

## Podsumowanie

### Wyniki
Wszystkie mecze rozgrywano w Buenos Aires na stadionach Alvear y Tagle, Gasómetro de Boedo i Independiente.
| Paragwaju | 3 – 0 (1-0) | Urugwaj  |
| Argentyna | 3 – 0 (2-0) | Peru     |
| Argentyna | 4 – 1 (2-0) | Paragwaj |
| Urugwaj   | 4 – 1 (3-0) | Peru     |
| Paragwaj  | 5 – 0 (1-0) | Peru     |
| Argentyna | 2 – 0 (1-0) | Urugwaj  |

### Końcowa tabela
| Poz | Klub      | Mecze | Zw | Rem | Por | Pkt | BrZd | BrStr |
| --- | --------- | ----- | -- | --- | --- | --- | ---- | ----- |
| 1   | ARGENTYNA | 3     | 3  | 0   | 0   | 6   | 9    | 1     |
| 2   | PARAGWAJ  | 3     | 2  | 0   | 1   | 4   | 9    | 4     |
| 3   | URUGWAJ   | 3     | 1  | 0   | 2   | 2   | 4    | 6     |
| 4   | PERU      | 3     | 0  | 0   | 3   | 0   | 1    | 12    |

Dwunastym triumfatorem turnieju Copa América został po raz drugi z rzędu (a w sumie czwarty) zespół Argentyny.

### Strzelcy bramek
| Gole | Piłkarze                               |
| ---- | -------------------------------------- |
| 5    | González                               |
| 3    | Ferreira Domínguez Fernández           |
| 2    | M.Evaristo, Zumelzú                    |
| 1    | Cherro, Peucelle Nessi Lizarbe Andrade |

### Sędziowie
| Mecze | Sędziowie                   |
| ----- | --------------------------- |
| 2     | José Galli Miguel Barba     |
| 1     | Julio Borelli Aníbal Tejada |